# Ukradli torzo Jupitera
Ukradli torzo Jupitera (originální francouzský název On a volé la cuisse de Jupiter) je francouzská filmová komedie z roku 1980 režiséra Philippa de Brocy, v hlavních rolích s Annie Girardotovou, Philippem Noiretem, Francisem Perrinem a Catherine Alricovou. Jde o volné pokračování Brocova snímku Něžné kuře z roku 1978.

## Děj
Hrdinové předchozího snímku, pařížská policejní komisařka Lise Tanquerelleová a profesor řečtiny a řeckých dějin Antoine Lemercier, na počátku uzavřou sňatek a vydávají se na svatební cestu do Řecka. Zde se při turistické prohlídce řeckých památek náhodně seznámí s francouzským archeologem Charlesem-Hubertem Pochetem a poté i s jeho mladou, temperamentní a půvabnou ženou Agnes. Pochet zanedlouho poté vykopá torzo neznámé starořecké sochy, o níž se domnívá, že se jedná o část Venušiny sochy jednoho s Praxitelových žáků. Jde nepochybně o vzácný archeologický nález. Torzo je však záhy ukradeno a je při něm spáchána vražda. Oba muži upadnou do podezření ze zločinu a jsou řeckou policií zatčeni. Lise se sama vydává na své vlastní vyšetřování a společně s Agnes nakonec oba zatčené muže osvobodí. Celá čtveřice je pak společně na útěku a pátrá po původci těchto zločinů. Po mnoha peripetiích se jim to nakonec podaří, torzo však nepaří Venuši, ale bohu Jupiterovi.

## Obsazení
| Annie Girardotová | Lise Tanquerellová            |
| Philippe Noiret   | Antoine Lemercier             |
| Francis Perrin    | Charles-Hubert Pochet         |
| Catherine Alric   | Agnes Pochet                  |
| Marc Dudicourt    | André Spiratos, řecký komisař |
| Paulette Dubost   | Lisina matka                  |
| Vasilis Kolovos   | řecký policejní inspektor     |